# Clara Bohm-Schuch
Clara Bohm-Schuch (Stechow, 5 december 1879 – Berlijn, 6 mei 1936) was een Duits politicus. Zij was namens de SPD van 1920 tot 1933 lid van de Rijksdag.

## Levensloop
Bohm groeide op in een arm boerengezin en had vijf broers en zussen. Aanvankelijk werkte ze na de basisschool als dienstmeisje, maar ze vervolgde haar studie aan de handelsschool in Berlijn. Daarna werkte ze als typiste en secretaresse. In 1906 rouwde ze met de economiecorrespondent Willy Schuch.
In de jaren daarna ging ook Bohm-Schuch aan de slag als schrijfster. Ze schreef essays en gedichten voor een Duitse welzijnsorgganisatie. Ook sprak ze ze steeds vaker op conferenties en bijeenkomsten. Bohm-Schuch maakte zich vooral druk op de hoge kindersterfte en de leefomstandigheden van jonge kinderen. Samen met Emil Wutzky stond ze in Berlijn aan de basis van een huis waar werkende jeugd een toevlucht vond. Van 1919 tot 1922 was Bohm-Schuch hoofdredacteur van het SPD-vrouwenblad Die Gleichheit.
Bohm-Schuch maakte van 1919 tot 1920 deel uit van de Nationale Vergadering van Weimar. Vervolgens nam ze namens de SPD zitting in de Rijksdag. Daar maakte zij zich vooral hard voor de bescherming van moeders en kinderen. In aanloop naar de stemming over de machtigingswet, waarbij de nazi's in maart 1933 definitief het parlement buiten werkte stelde pleitte de SPD-afgevaardigde Karl Höltermann ervoor niet aan de stemming deel te nemen. Van collega's van de Zentrumspartei had Höltermann vernomen dat de SA had gezegd dat iedereen die tegenstemde niet levend zou vertrekken. Samen met onder andere Louise Schroeder verzette Bohn-Schuch zich tegen weglopen. Uiteindelijk zou het merendeel van het SPD-parlementariërs deelnemen aan de stemming en tegen de machtigingswet stemmen.
In augustus 1933 werd Bohm-Schuch opgepakt. Zij zat vijftien dagen vast in de vrouwengevangenis aan de Barnimstrasse. Na haar vrijlating moest zij zich op gezette tijden melden bij de politie. In mei 1936 overleed Bohn-Schuch. Bij haar begrafenis waren vijfduizend mensen aanwezig als stil protest tegen het naziregime.

## Postuum
In Berlijn werd in 1966 de Bohm-Schuch-Weg naar haar vernoemd. De naam van Bohm-Schuch  staat op het Monument voor de vermoorde leden van de Rijksdag.